# درخت:داستان زندگی
درخت: داستان زندگی (یا درخت: یک بیوگرافی در استرالیا) یک کتاب غیرداستانی نوشته شده توسط دیوید سوزوکی و وین گردی و مصور شده توسط رابرت بیتمن است. کتاب، داستان زندگی یک درخت صنوبر داگلاس از بذر بودن تا پختگی و مرگ را به تصویر می‌کشد. داستان پس زمینه زیست‌محیطی را با استفاده از توصیف تعاملات با دیگر موجودات مختلف در جنگل و بافت تاریخی از طریق تشابه با رویدادهای جهان که در طول زندگی ۷۰۰ ساله درخت رخ می‌دهد، بیان می‌کند. انحراف از بیان زندگینامه وار در سرتاسر کتاب وجود دارد که که به مهیا شدن زمینه برای بسط موضوعات مرتبط مانند تاریخچه گیاه‌شناسی کمک کرده است.